# Brian Kelly (Schauspieler)
Brian Kelly (* 14. Februar 1931 in Detroit, Michigan; † 12. Februar 2005 in Voorhees, New Jersey) war ein US-amerikanischer Schauspieler. Seine bekannteste Rolle war die des Rangers Porter Ricks in der Fernsehserie Flipper.

## Biografie
Kelly war der Sohn des republikanischen Gouverneurs von Michigan und Richters am Michigan Supreme Court Harry Kelly. Er begann seine schauspielerische Karriere nach seinem Wehrdienst im Koreakrieg und einem einjährigen Aufenthalt an der Michigan Law School. Zu Beginn spielte er in einer Reihe von Gastauftritten bei verschiedenen Fernsehserien wie beispielsweise The Beverly Hillbillies sowie Hauptrollen in den Serien 21 Beacon Street und Straightaway, die aber beide schon nach kurzer Zeit wieder eingestellt wurden.
Seine bekannteste Rolle ist die des Porter Ricks in dem Kinofilm Neues Abenteuer mit Flipper aus dem Jahr 1964 und der daran anschließenden Fernsehserie Flipper, von der zwischen 1964 und 1967 88 Folgen gedreht wurden. Darin spielt er einen verwitweten Ranger, der mit seinen Söhnen Sandy und Bud sowie dem Delfin Flipper in Coral Key Park in Florida lebt. Dort haben sie es mit Wilderern und Fallenstellern zu tun und erleben allerlei Abenteuer unter und über Wasser.
1966 war er in Unter Wasser rund um die Welt zu sehen, 1968 folgte er wie viele amerikanische Darsteller einem Angebot nach Europa und drehte den Italowestern Im Staub der Sonne. 1970 erlitt er einen schweren Motorradunfall und war seitdem rechtsseitig gelähmt. Er arbeitete in Hollywood als ausführender Produzent weiter, so beispielsweise bei Blade Runner. Brian Kelly starb zwei Tage vor seinem 74. Geburtstag an einer Lungenentzündung. Er war zweimal verheiratet und hinterließ zwei Kinder.

## Filmografie (Auswahl)
Als Schauspieler
- 1959: 21 Beacon Street (Fernsehserie, 11 Folgen)
- 1961–1962: Vollgas (Straightaway; Fernsehserie, 26 Folgen)
- 1963: The Beverly Hillbillies (Fernsehserie, 2 Folgen)
- 1963: Thunder Island
- 1964: Neues Abenteuer mit Flipper (Flipper’s New Adventure)
- 1964–1967: Flipper (Flipper; Fernsehserie, 68 Folgen)
- 1966: Unter Wasser rund um die Welt (Around the World Under the Sea)
- 1968: Im Staub der Sonne (Spara, gringo, spara)
- 1970: Company of Killers (Fernsehfilm)
- 1970: Affäre in Berlin (Berlin Affair, Fernsehfilm)

Als Produzent
- 1982: Blade Runner